# Pilocrinus
Pilocrinus is een geslacht van uitgestorven zeelelies uit de familie Sclerocrinidae, die leefden tijdens het Juratijdperk tussen de 164.7 en 155.7 miljoen jaar geleden.

## Verspreiding en leefgebied
Dit geslacht kwam voor in de huidige Oekraïne bij de historische plaats Soedak.